# Protarque de Bargylia
Ne doit pas être confondu avec le sophiste Protarque.
Protarque de Bargylia est un philosophe épicurien du IIe siècle av. J.-C. Il aurait été le maître de Démétrios Lacon.